# Strelitzia juncea
Die Strelitzia juncea, selten Binsen-Strelitzie genannt, ist eine Pflanzenart aus der Gattung der Strelitzien (Strelitzia) innerhalb der Familie der Strelitziengewächse (Strelitziaceae). Diese südafrikanische Art wird selten als Zierpflanze in tropischen Parks und Gärten oder Schnittblume verwendet.

## Beschreibung und Ökologie

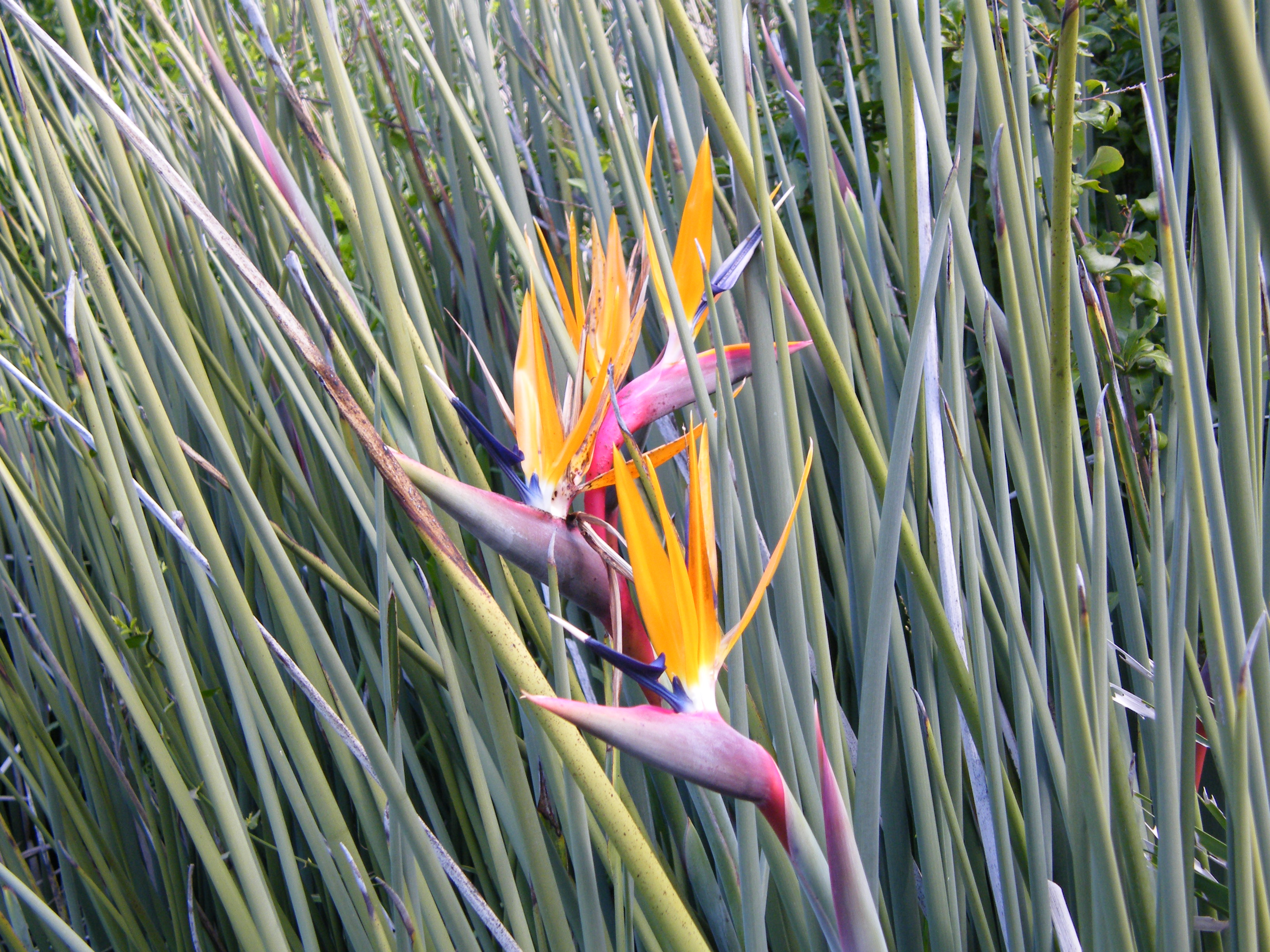
Die auffälligen Blütenstände

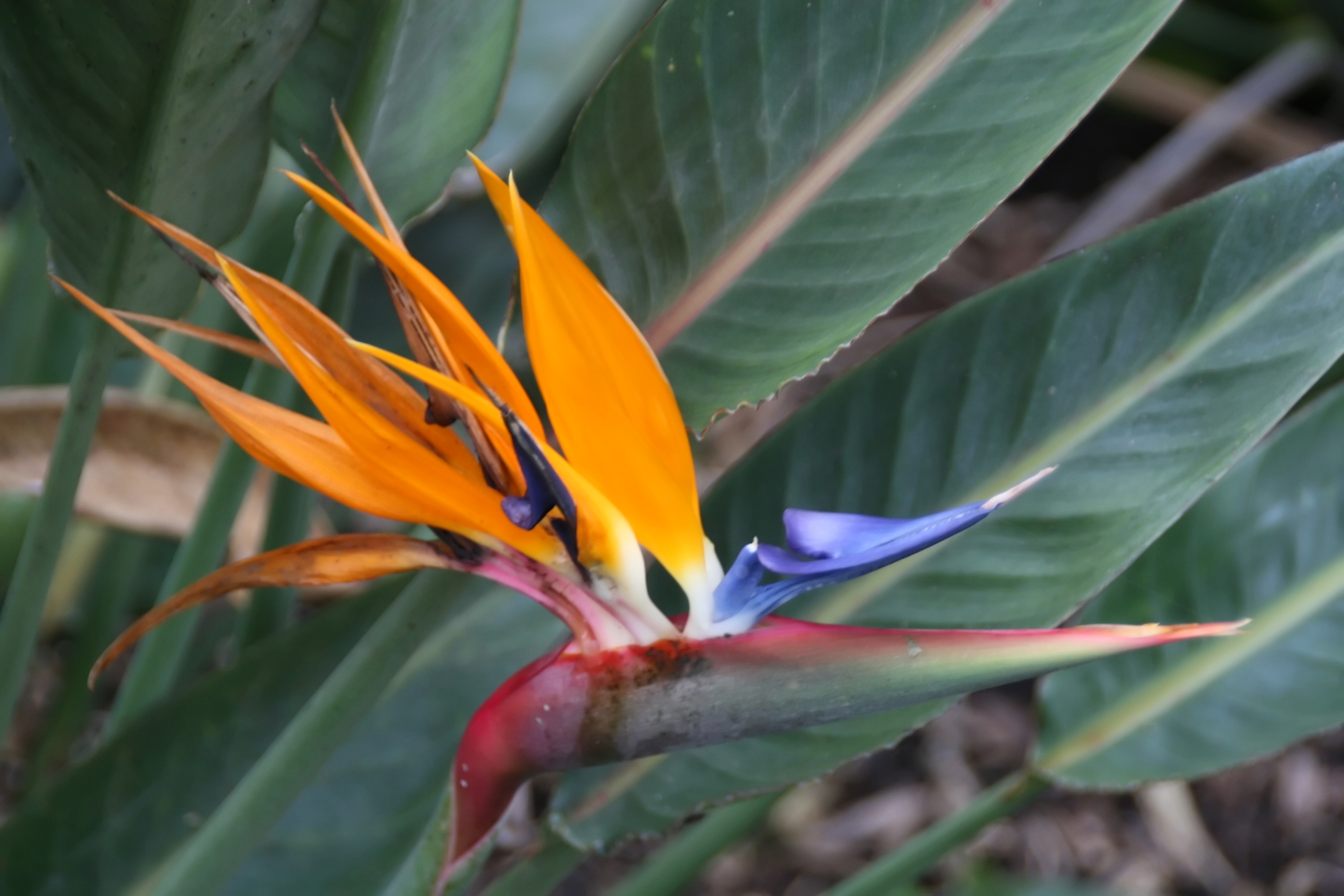
Blüte

### Vegetative Merkmale
Strelitzia juncea ist eine immergrüne, ausdauernde, krautige Pflanze, die Wuchshöhen von 1 bis 2 Metern erreicht. Sie bildet horstartige Bestände und dicke, fleischige Wurzeln. Die grundständigen Laubblätter und sind 1 bis 2 Meter lang. Im Gegensatz zu den anderen Strelitzia-Arten sind keine Spreiten erkennbar. So wirken die Laubblätter binsenartig (daher der Name). Strelitzia juncea wächst langsam und die ersten Blütenstände werden erst nach drei bis vier Jahren gebildet.

### Generative Merkmale
Die Blütenstände und Blüten gleichen denen von Strelitzia reginae sehr. Die Hauptblütezeit reicht von Mai bis Oktober. Der blattachselständige, aufrechte Blütenstandsschaft ist meist etwas kürzer als die Laubblätter und besitzt nur einige auf die Blattscheide reduzierte Blätter. Der deutlich gestielte Blütenstand bildet vom Blütenstandsschaft einen Winkel von etwa 45° nach oben und ist teilweise von einem kahnförmigen, 12 bis 20 Zentimeter langen Hochblatt (der sogenannten Spatha), das meist rote Ränder aufweist, umhüllt.
Die zwittrige Blüte ist zygomorph und dreizählig. Die jeweils drei Blütenhüllblätter sind in den beiden Kreisen in Form und Farbe sehr unterschiedlich. Von den drei meist leuchtend orangefarbenen Blütenhüllblättern des äußeren Kreises ist das mittlere kleiner als die seitlichen. Von den inneren drei intensiv blauen Blütenhüllblättern ist das obere kurz, fast kreisförmig und überdeckt den Eingang zur „Nektarkammer“; die beiden großen seitlichen sind pfeilartig verwachsen und umhüllen den Griffel und die fünf fertilen Staubblätter. Sie werden am Naturstandort hauptsächlich von Nektarvögeln (Nectariniidae) oder Promeropidae bestäubt.
Die holzigen Kapselfrüchte sind dreifächerig. Die Samen weisen einen wolligen Arillus auf und werden durch Vögel ausgebreitet.
Die Chromosomenzahl beträgt 2n = 14.

## Vorkommen
Der Endemit Strelitzia juncea kommt natürlich nur nahe Uitenhage, Patensie und etwas nördlich von Port Elizabeth in der südafrikanischen Provinz Ostkap vor. Diese natürlichen Populationen von Strelitzia juncea gedeihen zwischen trockenheitsresistenten Pflanzenarten wie Euphorbia-, Cotyledon-, Pelargonium-Arten und Encephalartos horridus. Dies zeigt, dass sie mit wenig Wasser überleben. Diese Art übersteht leichten Frost.

## Systematik
Die gültige Erstbeschreibung von Strelitzia juncea erfolgte 1821 durch Heinrich Friedrich Link in Enumeratio Plantarum Horti Regii Berolinensis Altera, 1, Seite 150. Das Artepitheton juncea bezieht sich auf das binsenartige Erscheinungsbild – Binsen (Juncus).
Noch bei Moore und Hyypio 1970 wurde diskutiert, ob Strelitzia reginae var. juncea (Ker Gawl.) H.E.Moore eine Varietät von Strelitzia reginae oder eine eigenständige Art ist. Dies wurde kurze Zeit später 1975 von R. A. Dyer (und inzwischen mehrmals bestätigt) zu Gunsten der Art Strelitzia juncea Link entschieden. Weitere Synonyme für Strelitzia juncea Link sind: Strelitzia parvifolia W.T.Aiton var. juncea Ker Gawl., Strelitzia principis Andrews ex Spreng., Strelitzia teretifolia Barrow ex Steud. nom. inval. und Strelitzia reginae subsp. juncea (Ker Gawl.) Sm.